# Boulevard Pierre-Bertrand
Le boulevard Pierre-Bertrand est un segment urbain de la route 358, à Québec.

## Situation et accès
Le boulevard Pierre-Bertrand constitue le dernier segment de la route 358, qui débute dans Portneuf et se termine dans l'arrondissement des Rivières, à Québec. Au sud, le boulevard débute à la jonction du boulevard Wilfrid-Hamel, dans le quartier Vanier, près de la rivière Saint-Charles. Débutant en milieu résidentiel, il s'élargit ensuite et est divisé par un terre-plein central. Il sépare une zone résidentielle à l'est et une zone industrielle à l'ouest. Il se poursuit dans une zone industrielle et commerciale et passe sous l'autoroute Félix-Leclerc (sortie 312). Dans le quartier Neufchâtel-Est–Lebourgneuf, il rencontre ensuite le boulevard Lebourgneuf, puis se rétrécit de nouveau pour traverser une zone sans service et déboucher sur la route 369 (à l'endroit où le toponyme passe de boulevard Louis-XIV à boulevard Bastien). Le boulevard se poursuit encore sur quelques mètres vers le nord et donne accès au parc industriel des Carrières.

## Origine du nom
Il rend hommage à Pierre Bertrand (1875-1948), député de Québec.

## Historique
Tracé vers 1650, le chemin initial sépare les seigneuries de Saint-Ignace, à l'ouest, et de Saint-Joseph, à l'est. Il permet alors aux colons d'accéder au moulin des Mères, sur le bord de la rivière du Berger. La route porte ensuite le nom de Sainte-Claire (ou Sinclair en anglais). Le 21 février 1927, à l'intérieur des limites de la ville de Québec-Ouest, la route porte le nom de « 14e avenue » conformément au système de dénominations numériques. Le 17 septembre 1943, on lui confère le nom de Pierre Bertrand, député et conseiller législatif, quelques années avant son décès.
De 2010 à 2013, la majeure partie du boulevard est dotée d'aménagements cyclables.